# Tequan Richmond
Tequan Richmond (* 30. Oktober 1992 in Burlington) ist ein US-amerikanischer Schauspieler.
Richmond spielte den zehnjährigen Ray Charles in Ray und hatte Gastauftritte in Folgen der Fernsehserien CSI: Den Tätern auf der Spur, Emergency Room – Die Notaufnahme und Cold Case. In der Serie Alle hassen Chris verkörpert er den jüngeren Bruder der Hauptfigur.
2013 war er im Drama Blue Caprice als Serienmörder Lee Boyd Malvo zu sehen.

## Filmografie (Auswahl)
- 2002: Emergency Room – Die Notaufnahme (ER, Fernsehserie, eine Episode)
- 2003: CSI: Den Tätern auf der Spur (CSI: Crime Scene Investigation, Fernsehserie, eine Episode)
- 2003: The Law and Mr. Lee (Fernsehfilm)
- 2004: Cold Case – Kein Opfer ist je vergessen (Cold Case, Fernsehserie, eine Episode)
- 2004: Ray
- 2005–2009: Alle hassen Chris (Everybody Hates Chris, Fernsehserie, 88 Episoden)
- 2006: Die Prophezeiungen von Celestine (The Celestine Prophecy)
- 2008: Numbers – Die Logik des Verbrechens (Fernsehserie, Episode 4x14)
- 2011: Private Practice (Fernsehserie, eine Episode)
- 2013: Blue Caprice